# Heeresflugplatz Niederstetten

i7
i11
i13

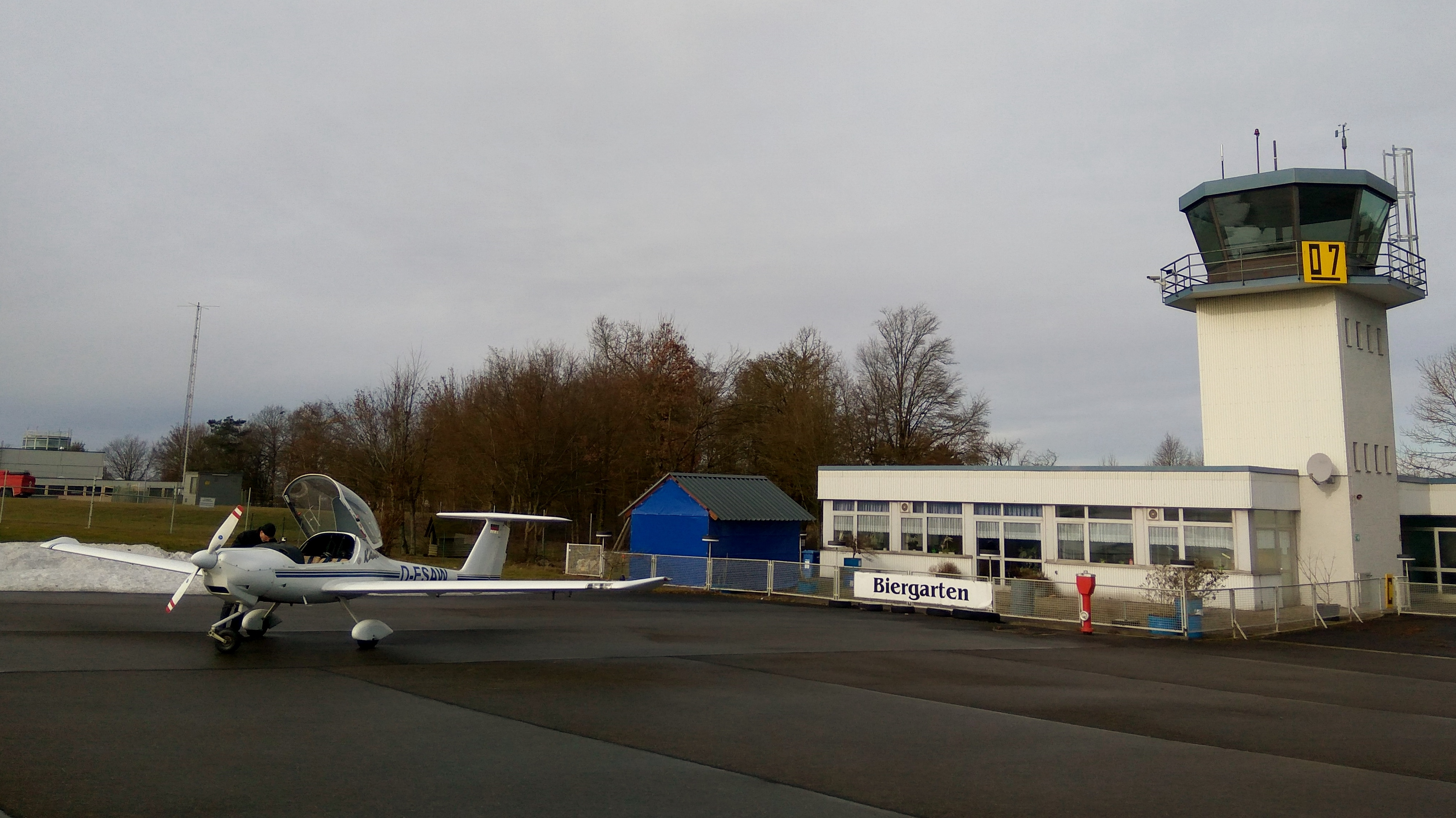
Ziviler Tower des Heeresflugplatzes Niederstetten

Der Heeresflugplatz Niederstetten (ICAO-Code: ETHN) ist ein Flugplatz bei Niederstetten im südöstlichen Main-Tauber-Kreis in Baden-Württemberg. Neben der Nutzung als Heeresflugplatz ist er als Verkehrslandeplatz klassifiziert. Das ansässige Transporthubschrauberregiment 30 ist in der Hermann-Köhl-Kaserne untergebracht. Vor Ort befindet sich auch der Wohnplatz Am Flugplatz.

## Geschichte
Die Bundeswehr-Sportfluggruppe Niederstetten wurde im Jahr 1989 von Soldaten des Transporthubschrauberregiments 30 gegründet.
Als es im Jahr 2011 zu Schließungen mehrerer Bundeswehrflugplätze kam, konnte der Heeresflugplatz in Niederstetten vor einem ähnlichen Schicksal bewahrt werden. Im Jahre 2011 wurde der Flugplatz für rund 4,5 Millionen Euro modernisiert: Vorschriften der Europäischen Union erforderten eine Verlängerung der Start- und Landebahn um 200 Meter, um Jets den Betrieb zu ermöglichen. Ferner wurde die Hauptanflugrichtung mit einer Anflugbefeuerung ausgestattet.
Ende 2016 wurden die Search-and-Rescue-Helikopter SAR 56 und SAR 58 nach Niederstetten verlegt.

## Nutzung
Der Flugplatz wird vor allem für militärische Zwecke durch das Transporthubschrauberregiment 30 der Bundeswehr genutzt, das in der nach Hermann Köhl benannten Kaserne untergebracht ist. In der zivilen Luftfahrt dient der Flugplatz dem Geschäftsreiseverkehr und der Bundeswehr-Sportfluggruppe Niederstetten. Für die Region ist der Flugplatz auch als Arbeitgeber von Bedeutung.
Die Flugleitung wird während der militärischen Betriebszeiten auch für den zivilen Flugbetrieb durch militärische Flugverkehrskontrollstellen durchgeführt, ansonsten steht eine zivile Flugleitung zur Verfügung. Militär- und Ziviltower sind dabei miteinander vernetzt. Nachtanflüge sind nach Anmeldung kostenpflichtig möglich.
Als Betreiberin des Verkehrslandeplatzes fungiert die Flugbetrieb Niederstetten GmbH.
Am Flugplatz befindet sich die von Vereinsmitgliedern an Feiertagen und an Wochenenden betriebene Gaststätte Fliegerstube.

## Anfahrt
Der Flug- und Wohnplatz kann über die L 1020 von der Stadt Niederstetten aus erreicht werden.
Die Buslinie 966 der Verkehrsgemeinschaft Main-Tauber fährt den Flugplatz an.

## Sonstiges
Der Heeresflugplatz in Niederstetten verfügt über eine eigene Feuerwache, die rund um die Uhr besetzt ist.